# Монца (писта)
Аутодромо Национале Ди Монца, наричана за краткост „Монца“, е писта за автомобилни състезания в затворен маршрут край град Монца, провинция Монца и Брианца, регион Ломбардия, Италия.
Сред най-известните писти за „Формула 1“ в света, тя е домакин на състезанието за Голямата награда на Италия от 1950 година.

## История
В дългогодишната си история е била свидетел на почти всичко, случило се в международния автомобилен спорт. Олицетворява истинската романтика, скрита в иначе доста грубите автомобили. „Монца“ е била сцена на истински епични битки, в които дори повече от 2 коли са се борили до самия финал за победата.
Пистата е построена в парка „Royal Villa of Monza“ в гориста местност. Съоръжението включва три писти - 5,793-километровата (3,6 мили) писта за Гран При; 2,4-километровата (1,449 мили) джуниър писта, и 4,25-километрова (2,641 мили) високоскоростна овална писта, която дълги години не се използва до възстановяването през 2010 г. Основната Гран При писта включва завоите Curva Grande, Curva di Lesmo, Variante Ascari и Curva Parabolica.
Първият вариант на пистата се строи в периода май – юли 1922 г. от 3500 строителни работници. Проектът е финансиран от „Milan Automobile Club“. По-късно компанията е преименувана на „Società Incremento Automobilismo e Sport“ (SIAS), която продължава да стопанисва съоражението. През 1954 г. започва основна реконструкция на пистата. Тогава са построени и високоскоростните овали.
Построена през 1922 г., старата ѝ конфигурация е използвана за последен път през 1961 г. Разположена е в Кралския парк на град Монца (североизточно от Милано).

## Характеристика
Модерната конфигурация на Монца е чудесна комбинация от дълги прави и бързи завои. Широката права пред боксовете извежда на шикана Ретифилио, където често стават мелета след старта. Завоите Лесно са стеснени и заострени, но все още са сред големите предизвикателства. Най-хубав от всички завои е Параболика – последният, който извежда обратно на старт-финалната права.
Трасето е най-бързото в календара на „Формула 1“, често го сравняват с Хокенхаймринг. За да успее кола на тази писта, е необходимо да има мощен двигател и безотказни спирачки. Това е сред най-тежките трасета за спирачните апарати през годината.
„Монца“ е най-големият спортен комплекс в Италия за мотоциклетен и автомобилен спорт.
В зависимост от провежданото състезание, пистата е обособена в 3 варианта:
- Гранд При – дължина 5793 м
- Джуниър – дължина 2405 м
- Овал – дължина 4250 м

## Инциденти
Любима на много от пилотите и феновете, Аутодромо Национале ди Монца е легенда в надпреварите в моторните спортове и в частност на „Формула 1“. Най-известните опасни участъци от пистата са завоите Параболика и Де Ла Роджия, развиваните скорости там са ненадминати в шампионата. „Монца“ притежава славата на писта, не прощаваща грешки и не търпяща компромиси със сигурността. Там са и някои от най-страшните мигове в този спорт.

### Алберто Аскари
През 1955 година на тестове в Монца се разделя с живота си последният италиански световен шампион от Формула 1 – Алберто Аскари. Едва е навършил 7 години, когато на 26 юли 1925 година, на френското Гран При, провеждано в Монтлери, загива зад волана на своята Алфа Ромео неговият баща Антонио Аскари. 10 години след тази трагедия Аскари става пилот и като всички, които се състезават в тогавашния кошмар, наречен автомобилен спорт, се научава да забравя за опасността, която го грози във всеки момент от тренировките и състезанията. Като много пилоти е силно суеверен. Например никога не сяда зад волана на 26-о число от календара – датата, в която загива баща му. На 26 май 1955 година Алберто, едва възстановил се от страшната катострофа на пистата в Монако, завършила със скок в залива, тръгва към „Монца“, където Скудерията тества новия болид на Ферари. На този болид след седмица ще се състезава заедно с Еудженио Кастелоти в състезанието „Супер кортемаджоре“. Противно на неговите страхове да кара в този ден, той решава да тества в няколко обиколки прекрасната червена кола. Махайки весело с ръка на присъстващите, Алберто излиза на пистата. Когато напуска бокса, механиците споменават за страховете му, свързани с тази дата и изказват учудването си, че е решил да кара в този ден. Аскари така и не се завръща. Откриват преобърнатата машина на завоя "Curva del Vialone", където днес се намира S-образният завой, носещ неговото име. Алберто вече е мъртъв. Така и не е установена причината за инцидента.

### Волфганг Берге Фон Трипс
През 1961 година Волфганг е много близо до спечелването на първата шампионска титла за Германия във „Формула 1“. 2 старта преди края на шампионата води в класирането. Преднината пред неговия най-сериозен съперник и съотборник – американеца Фил Хил, е доста солидна. Стартирайки от пол-позишън в състезанието на 10 септември, Фон Трипс изпуска водачеството, надминат от Фил Хил. Още във втората обиколка става катастрофа, превърнала се в най-голямата трагедия в историята на пистата „Монца“. Ферарито на Трипс се сблъсква с Лотуса на Джим Кларк и излита в трибуните, като убива на място 14 зрители, над 200 други са с тежки наранявания. Граф Фон Трипс умира на път за болницата, без да дойде в съзнание. Няколко часа по-късно на летището „Щанън“ пада самолет. В пламъците загиват всички пътници и екипажът. В списъка на пътниците е вписано и името на граф Фон Трипс. В този страшен ден – 10 септември, американецът Фил Хил става световен шампион от Формула 1. „Ферари“ се отказва от състезанията до края на шампионата.

### Йохен Ринт
Йохен Ринт също както Трипс е германец, но се състезава за Австрия. През 1970 г. няма равен на пистата в шампионата на „Формула 1“. В първите 9 състезания има 5 победи. Идва време за любимото му състезание за Голямата награда на Италия на „Монца“. В състезанието обаче не стартира. На съботните тренировки, при навлизането в легендарната „Параболика“, неговият Лотус излиза от треакторията на най-бързия завой в шампионата и се удря с висока скорост в предпазната ограда. Ринт умира слад няколко часа в болницата в Милано. След месец посмъртно става световен шампион от Формула 1.

### Рони Петерсон
Отново е 10 септември, но 1978 г. Преди състезанието за Голямата награда на Италия с шансове за шампионска титла във Ф1 са 2 пилоти – Марио Андрети и Рони Петерсон. На двамата си пилоти Лотус предоставя 2 различни модификации на болида. Рони кара модел 78, а Марио – усъвършенствания 79. Както се оказва по-късно, това е причината за гибелта на шведа. Петерсон стартира от 5-а позиция а Марио Андрети печели пол-позишън. Рони е бесен. Още в първата обиколка попада в масова катастрофа, предизвикана от младия пилот Рикардо Патрезе на „Ероуз“. Катастрофата е зловеща, Рони е с натрошени крака, но в съзнание. Откаран е в болницата в Милано, където на следващата сутрин умира от мозъчна емболия.

### Герхард Бергер
Пак на 10 септември, вече 1995 година, инцидент за малко да отнеме живота и Герхард Бергер – пак пилот, състезаващ се за Австрия. При пит-стопа на Жан Алези механик без да иска удря камерата на Ферарито на Алези, деформирайки окачването ѝ. След няколко обиколки тя се откъсва и на завоя Де ла Роджия удря другия болид на Ферари, този на Герхард Бергер, разбивайки въздушните кутии. „Ако с тази скорост камерата бе ме ударила, със сигурност щеше да ме убие“ – спомня си австриецът.

## Победители във Формула 1
| Година | Пилот                | Конструктор         | Статистика |
| ------ | -------------------- | ------------------- | ---------- |
| 2013   | Себастиан Фетел      | Ред Бул-Рено        | Статистика |
| 2012   | Луис Хамилтън        | Макларън-Мерцедес   | Статистика |
| 2011   | Себастиан Фетел      | Ред Бул-Рено        | Статистика |
| 2010   | Фернандо Алонсо      | Ферари              | Статистика |
| 2009   | Рубенс Барикело      | Браун-Мерцедес      | Статистика |
| 2008   | Себастиан Фетел      | Торо Росо-Ферари    | Статистика |
| 2007   | Фернандо Алонсо      | Макларън-Мерцедес   | Статистика |
| 2006   | Михаел Шумахер       | Ферари              | Статистика |
| 2005   | Хуан Пабло Монтоя    | Макларън-Мерцедес   | Статистика |
| 2004   | Рубенс Барикело      | Ферари              | Статистика |
| 2003   | Михаел Шумахер       | Ферари              | Статистика |
| 2002   | Рубенс Барикело      | Ферари              | Статистика |
| 2001   | Хуан Пабло Монтоя    | Уилямс-БМВ          | Статистика |
| 2000   | Михаел Шумахер       | Ферари              | Статистика |
| 1999   | Хайнц-Харалд Френцен | Джордан-Муген-Хонда | Статистика |
| 1998   | Михаел Шумахер       | Ферари              | Статистика |
| 1997   | Дейвид Култард       | Макларън-Мерцедес   | Статистика |
| 1996   | Михаел Шумахер       | Ферари              | Статистика |
| 1995   | Джони Хърбърт        | Бенетон-Рено        | Статистика |
| 1994   | Деймън Хил           | Уилямс-Рено         | Статистика |
| 1993   | Деймън Хил           | Уилямс-Рено         | Статистика |
| 1992   | Айртон Сена          | Макларън-Хонда      | Статистика |
| 1991   | Найджъл Менсъл       | Уилямс-Рено         | Статистика |
| 1990   | Айртон Сена          | Макларън-Хонда      | Статистика |
| 1989   | Ален Прост           | Макларън-Хонда      | Статистика |
| 1988   | Герхард Бергер       | Ферари              | Статистика |
| 1987   | Нелсън Пикет         | Уилямс-Хонда        | Статистика |
| 1986   | Нелсън Пикет         | Уилямс-Хонда        | Статистика |
| 1985   | Ален Прост           | Макларън-ТАГ-Порше  | Статистика |
| 1984   | Ники Лауда           | Макларън-ТАГ-Порше  | Статистика |
| 1983   | Нелсън Пикет         | Брабам-БМВ          | Статистика |
| 1982   | Рене Арну            | Рено                | Статистика |
| 1981   | Ален Прост           | Рено                | Статистика |
| 1979   | Джоди Шектър         | Ферари              | Статистика |
| 1978   | Ники Лауда           | Брабам-Алфа Ромео   | Статистика |
| 1977   | Марио Андрети        | Лотус-Форд          | Статистика |
| 1976   | Рони Петерсон        | Марч-Форд           | Статистика |
| 1975   | Клей Регацони        | Ферари              | Статистика |
| 1974   | Рони Петерсон        | Лотус-Форд          | Статистика |
| 1973   | Рони Петерсон        | Лотус-Форд          | Статистика |
| 1972   | Емерсон Фитипалди    | Лотус-Форд          | Статистика |
| 1971   | Питър Гетин          | БРМ                 | Статистика |
| 1970   | Клей Регацони        | Ферари              | Статистика |
| 1969   | Джеки Стюърт         | Матра-Форд          | Статистика |
| 1968   | Денис Хълм           | Макларън-Форд       | Статистика |
| 1967   | Джон Съртис          | Хонда               | Статистика |
| 1966   | Людовико Скарфиоти   | Ферари              | Статистика |
| 1965   | Джеки Стюърт         | БРМ                 | Статистика |
| 1964   | Джон Съртис          | Ферари              | Статистика |
| 1963   | Джим Кларк           | Лотус-Клаймакс      | Статистика |
| 1962   | Греъм Хил            | БРМ                 | Статистика |
| 1961   | Фил Хил              | Ферари              | Статистика |
| 1960   | Фил Хил              | Ферари              | Статистика |
| 1959   | Стърлинг Мос         | Купър-Клаймакс      | Статистика |
| 1958   | Тони Брукс           | Вануол              | Статистика |
| 1957   | Стърлинг Мос         | Вануол              | Статистика |
| 1956   | Стърлинг Мос         | Мазерати            | Статистика |
| 1955   | Хуан Мануел Фанджо   | Мерцедес-Бенц       | Статистика |
| 1954   | Хуан Мануел Фанджо   | Мерцедес-Бенц       | Статистика |
| 1953   | Хуан Мануел Фанджо   | Мазерати            | Статистика |
| 1952   | Алберто Аскари       | Ферари              | Статистика |
| 1951   | Алберто Аскари       | Ферари              | Статистика |
| 1950   | Джузепе Фарина       | Алфа Ромео          | Статистика |